# Paa mokokchungensis
Paa mokokchungensis és una espècie de granota que viu a l'Índia.